# Leuchtgranate

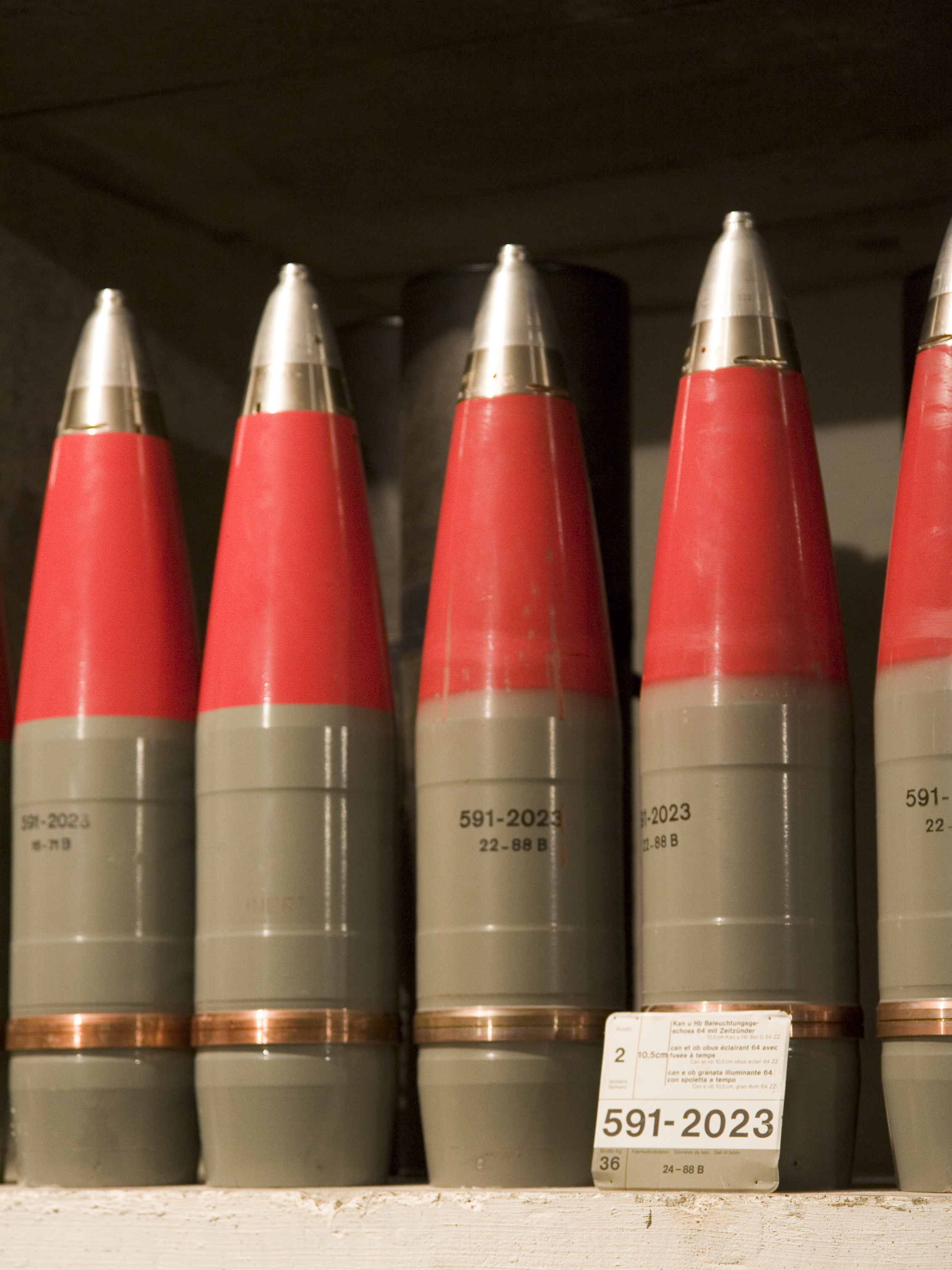
Artillerie-Leuchtgranaten Kaliber 105 mm der Schweizer Armee

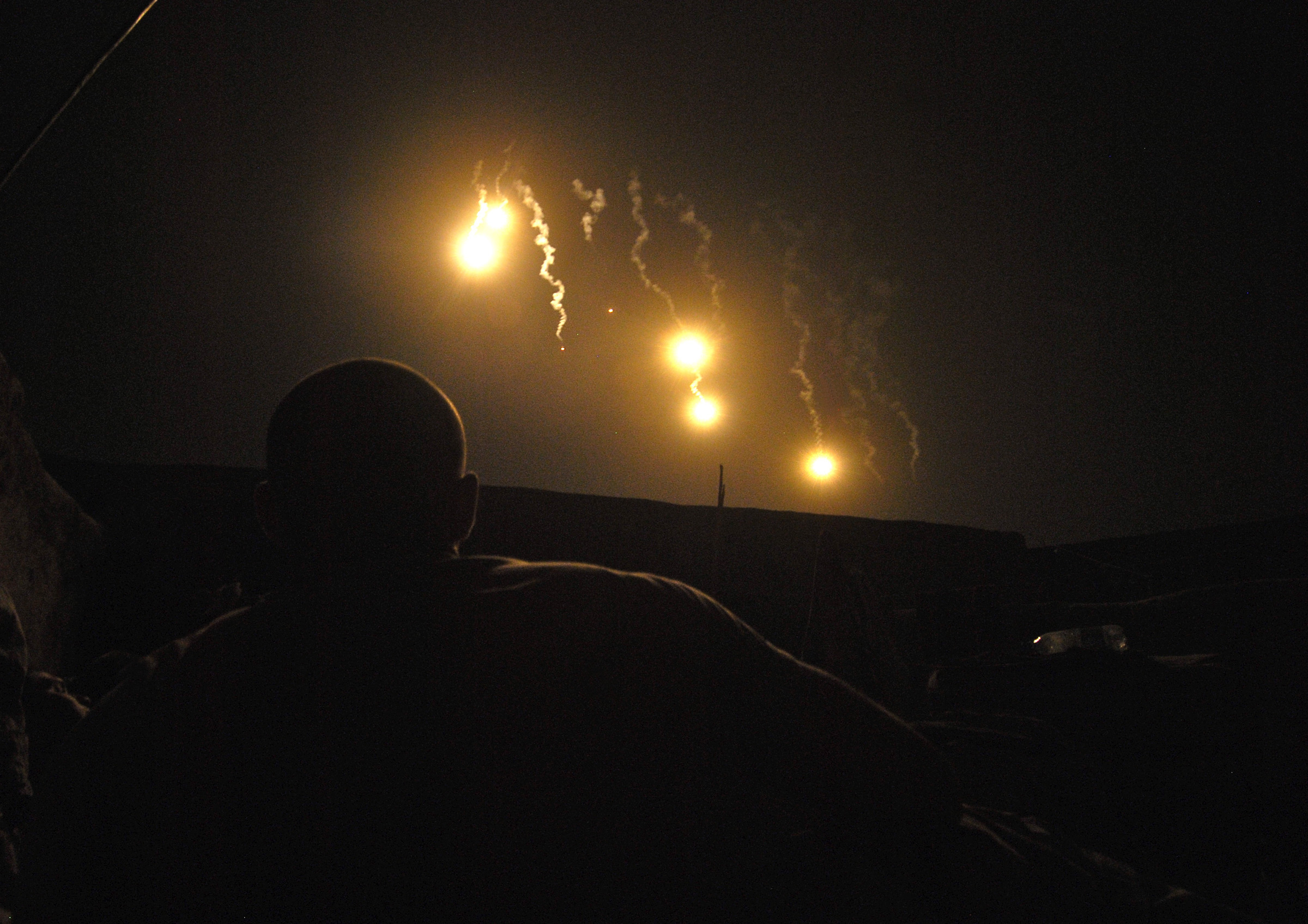
Von einer M777 abgefeuerte Leuchtgranaten 2009 in Afghanistan

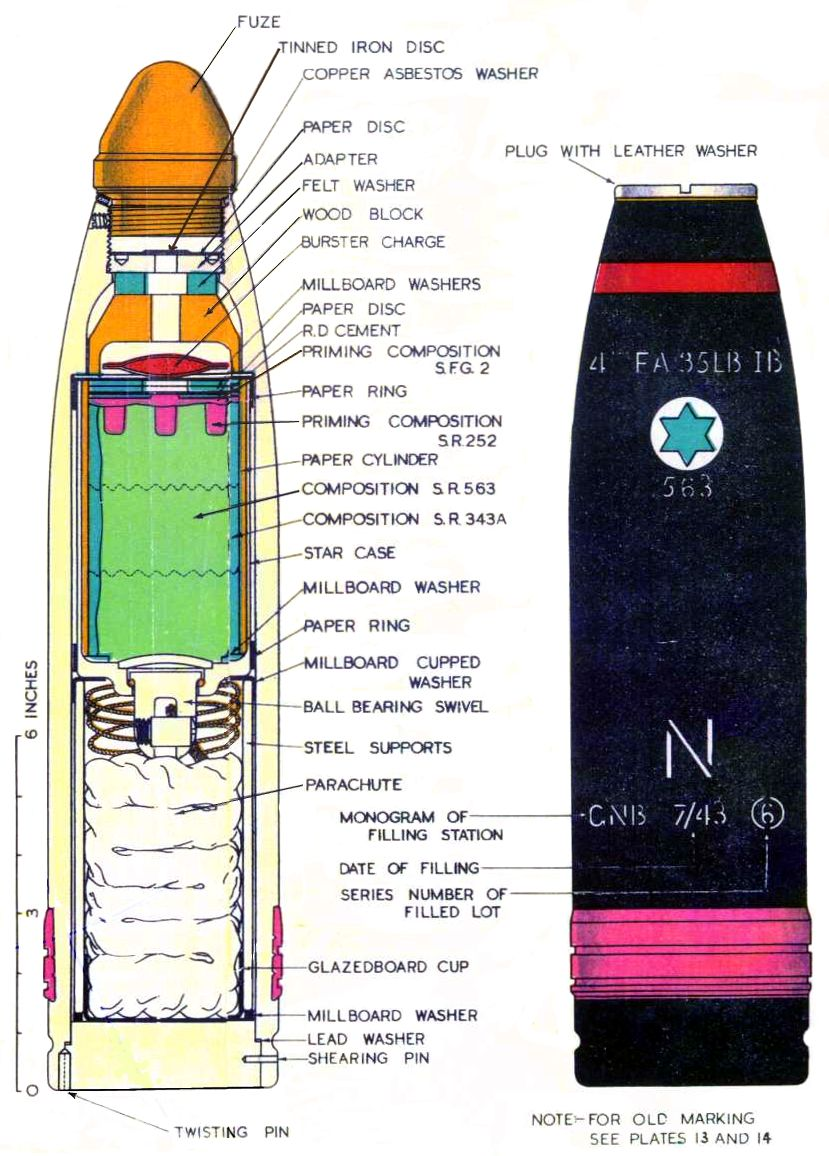
Schnittzeichnung einer Leuchtgranate der britischen Marine (1943)

Eine Leuchtgranate oder auch Leuchtgeschoss ist ein Geschoss, das bei Dunkelheit zur Gefechtsfeldbeleuchtung eingesetzt wird.
Ein Leuchtgeschoss enthält keinen Sprengsatz, sondern einen pyrotechnischen Leuchtsatz auf der Basis von Magnesium und Natriumnitrat, der beim Abbrand sehr helles Licht liefert.
Abzugrenzen ist die Leuchtspurmunition, bei der es nicht auf die Gefechtsfeldbeleuchtung ankommt, sondern auf die optische Verfolgung der Flugbahn des Geschosses. 

## Funktion
Beim Verschuss der Leuchtgranate erfolgt nach einer voreingestellten Zeit die Zerlegung des Geschosskörpers durch das Abtrennen des Bodenstücks und den Ausstoß des an einem Fallschirm befestigten Leuchtsterns. Der Zerlegezeitpunkt kann vor dem Abschuss über den Zünder individuell eingestellt werden; bei kleinkalibrigen Waffen ist er meist werksseitig fest eingestellt. Der Fallschirm dient der Fallverzögerung des Leuchtsterns, um über die Brenndauer des Sterns (meist 30 s) eine möglichst große Fläche ausleuchten zu können. Die Höhe, in welcher der Brennsatz gezündet wird, liegt dabei in der Regel bei 100 bis 350 m über dem Boden. Niedrigere Höhen würden den Radius und die Dauer der Beleuchtung zu stark begrenzen. Größere Höhen ließen zu wenig Licht den Boden erreichen. Brenndauer, Sinkgeschwindigkeit und Höhe bei Zündung werden aufeinander abgestimmt, damit der Leuchtsatz möglichst so lange brennt, wie der gebremste Fall dauert. Da das Leuchtmittel mit sehr hohen Temperaturen brennt, können noch nicht ausgebrannte Leuchtsätze Brände am Boden verursachen.
Der Einsatz von Leuchtgranaten kann von starkem Wind oder Regen beeinträchtigt werden, weil die Fallschirme aus dem Zielgebiet abgetrieben werden oder vom Regen schnell zu Boden gedrückt werden. Der Leuchtsatz selbst bleibt von Wind oder Nässe unbeeinträchtigt.
Leuchtgranaten können prinzipiell aus jedem Geschütz verfeuert werden. Flach feuernde Geschütze, wie Panzerkanonen, eignen sich nicht so gut für die Beleuchtung des unmittelbaren Vorfeldes, da die Hauptwaffe eine geringe Elevation aufweist, so dass die Geschosse die erforderliche Höhe erst in einiger Entfernung erreichen.
Leuchtgranaten im Bereich der NATO-Streitkräfte gibt es in den Kalibern 60 mm, 81 mm, 105 mm, 120 mm und 155 mm.
Eine 155-mm-Artilleriegranate enthält einen Leuchtsatz mit einer durchschnittlichen Lichtstärke von 2 Millionen Candela, womit aus 350 m Höhe ein kreisförmiges Gebiet von 1000 m Durchmesser ausgeleuchtet wird. Das Licht reicht natürlich weit über diesen Radius hinaus, wobei jedoch die Helligkeit am Boden mit zunehmendem Abstand zum Leuchtsatz stark abfällt. Der Leuchtsatz hat eine Brenndauer von etwa 60 Sekunden, bei einer Sinkgeschwindigkeit von 4 bis 5 m/s.
Granaten aus 105-mm-Geschützen oder 81-mm-Mörsern haben kleinere Leuchtsätze mit etwa 35 Sekunden Brenndauer, die bei entsprechend tieferer Zündung eine Fläche von 300 m Durchmesser vergleichbar ausleuchten können.

Für die 105-mm-Kanone des Leopard 1 wurde eine Leuchtgranate ohne Fallverzögerung entwickelt, die allerdings auch völlig anders eingesetzt werden soll. Diese Granate soll hinter ein mögliches Ziel auf den Boden verschossen werden und dadurch eine Hintergrundbeleuchtung erzeugen, welche die Silhouette möglicher Ziele hervorhebt.
Die Infanterie setzt bei der Gefechtsfeldbeleuchtung die Signalpistole im Kaliber 26,5 mm oder die Granatpistole im Kaliber 40 mm ein. Für beide Waffensysteme gibt es eine umfangreiche Palette an Munitionen mit fallverzögerten und nicht fallverzögerten Leuchtgeschossen.
Bis zur Einführung von Radar-Zielerfassung waren Leuchtgranaten wichtige Hilfsmittel für Nachtgefechte zur See.

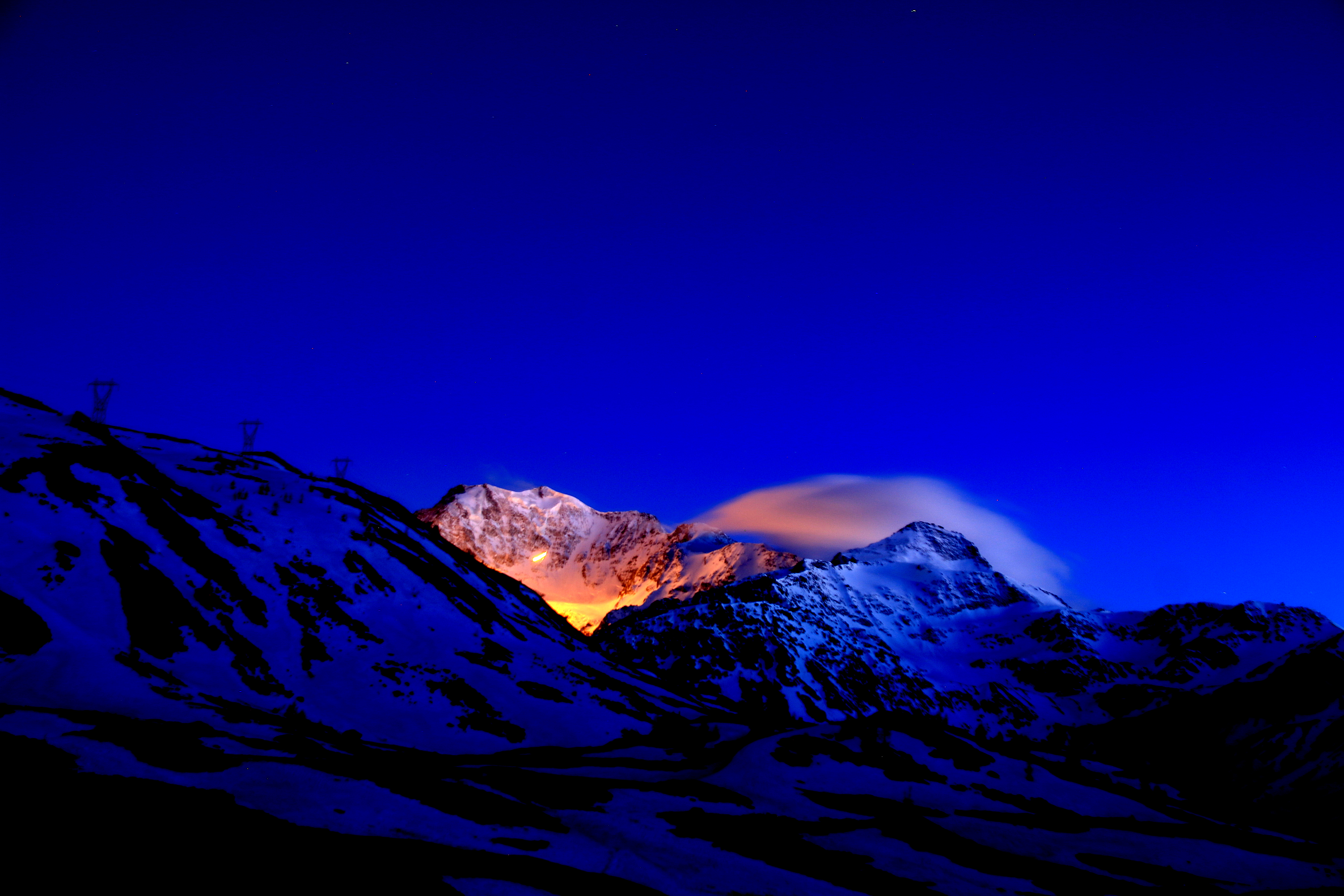
Artillerie-Nachtübung mit Leuchtgranaten am Fuße des Fletschhorns